# Église Notre-Dame-de-l'Assomption d'Alexain
Pour les articles homonymes, voir Église Notre-Dame-de-l'Assomption.
L'église Notre-Dame-de-l'Assomption est une église catholique située à Alexain, dans le département français de la Mayenne.

## Histoire
Elle fut reconstruite vers les années 1862-1864, sous le règne de M. Foussard, curé d'Alexain, grâce aux plans de l'architecte Lemesle et dans le style des édifices du XIIIe siècle. 
L'inventaire se déroula, à deux reprises, le 8 mars 1906. L'abbé Angot note :  Les gendarmes veulent effrayer les femmes avec leur commandement :  Baïonnette au canon ! Armez. revolvers ! Puis défoncent la grande porte ; deux d'entre eux armés servent de témoins à l'inventaire . 
Autrefois, on venait à Alexain le jour de la Saint-Jean, prier la Bonne Vierge pour la conservation des essaims d'abeilles.

## Architecture et extérieur
Elle est surmontée d'un « clocher flanqué, à sa naissance de quatre frontons gothiques d'un aspect singulier ». 

## Intérieurs
Ce sanctuaire - qui possède trois nefs - est éclairé par dix-sept vitraux. son chœur possédant un vitrail qui représente " la Sainte-Vierge sur un tronc d'arbre auquel est suspendu un essaim d'abeilles ". Outre ses confessionnaux et sa chaire dus au talent de M. Blottière, l'édifice abrite, dans sa chapelle du Sacré-Cœur, un cadre qui contient un morceau du hêtre où fut découverte la statue de la Madone de ces lieux.